# 小行星2643
小行星2643（2643 Bernhard）是一颗绕太阳运转的小行星，为主小行星带小行星。该小行星于1973年9月19日发现。
該小行星以荷蘭天文學贊助者伯恩哈德親王命名。

## 轨道参数
小行星2643的轨道半长轴为2.3774241 UA，离心率为0.276。
| 前一小行星： 小行星2642 | 小行星列表 | 後一小行星： 小行星2644 |